# 하우현성당
{{성당 정보
|성당이름=하우현성당
|통칭=
|원어명칭=下牛峴聖堂
|라틴어명칭=
|영어명칭=Hauhyeon Catholic Church
|로고=
|로고크기=
|그림=Hawoohyeon Catholic Church 04.jpg
|그림크기=300px
|그림설명=하우현성당 전경
|종파=로마 가톨릭교회
|국가= 대한민국
|관구=서울관구
|교구=천주교 수원교구
|교단=
|소재지=경기도 의왕시 원터아랫길 81-6
|설립일=1900년 1월 1일
|건립연대=1900년
|건축가=
|봉헌일=
|주임신부=1
|담임목사=
|부제=
|주보성인=예수의 성녀 데레사(축일: 10월 15일)
|면적=
|관할구역=
|관할인구=
|신자수=
|신자비율=
|사제수=
|부제수=
|웹 사이트=
하우현성당(下牛峴聖堂)은 경기도 의왕시에 위치한 로마 가톨릭 성당이다.

## 하우현성당 사제관
하우현성당에는 일제강점기시절에 지어진 사제관이 존재하며, 2001년 1월 16일 경기도의 기념물 제176호로 지정되었다.

## 갤러리

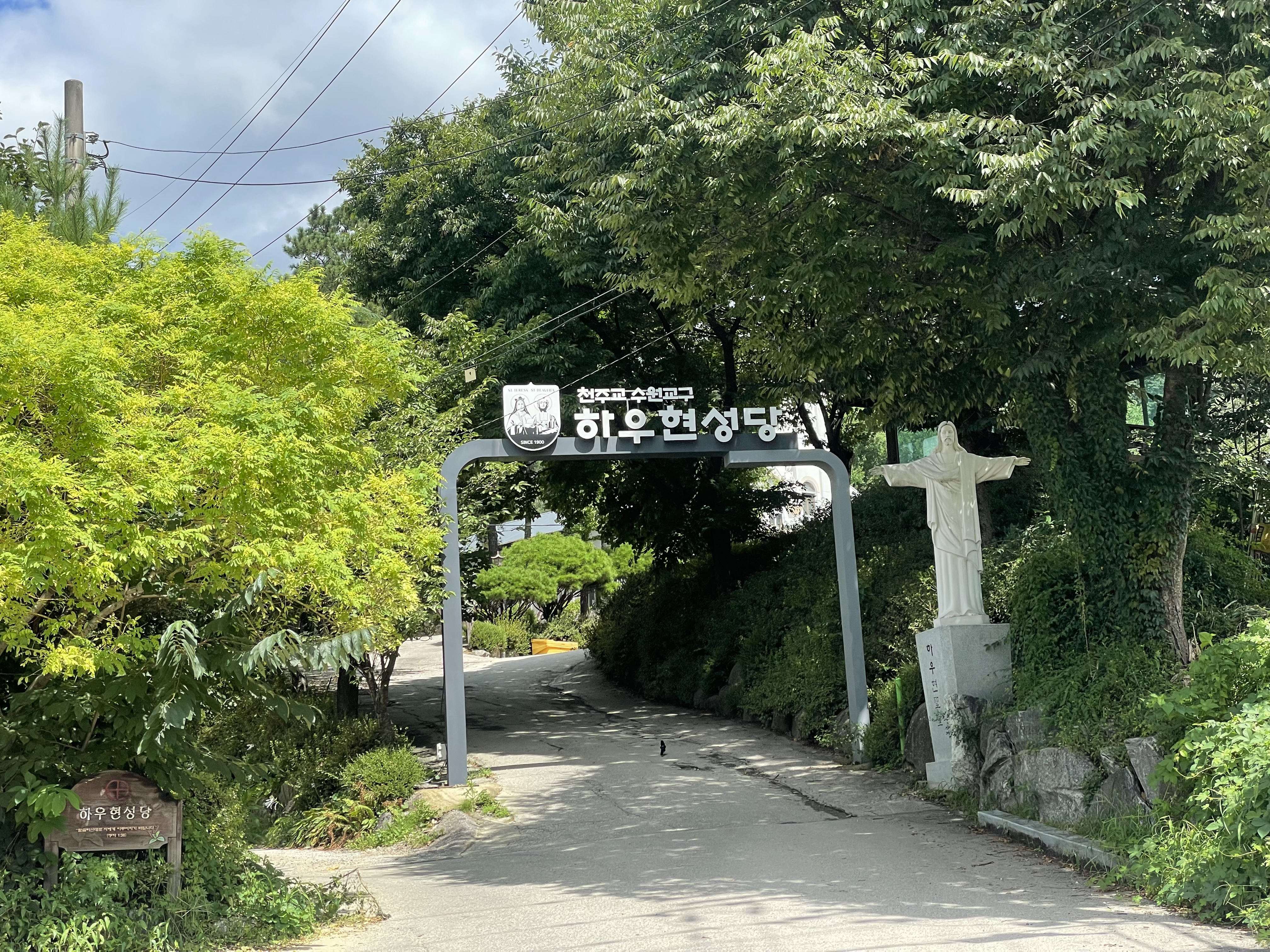
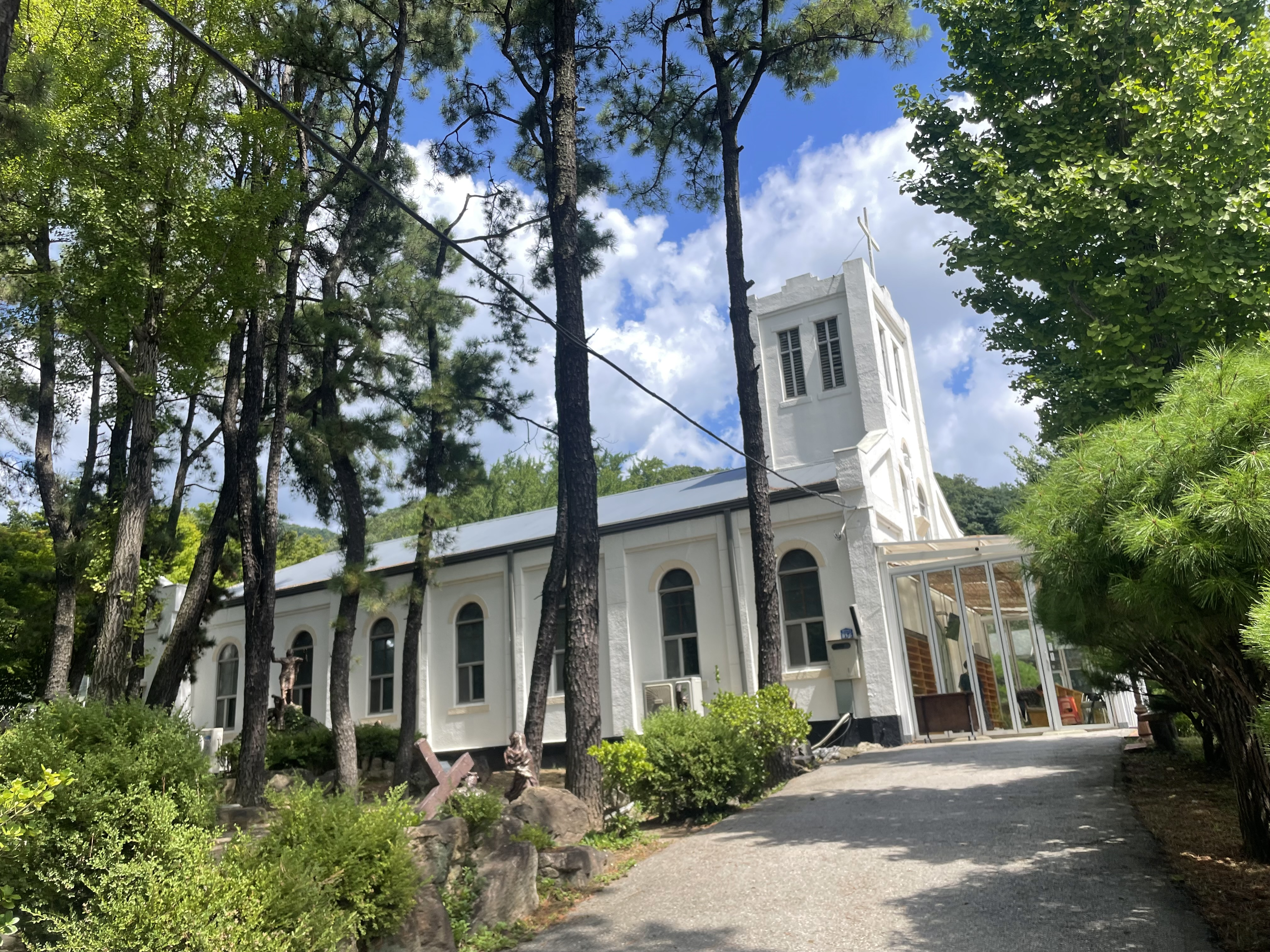
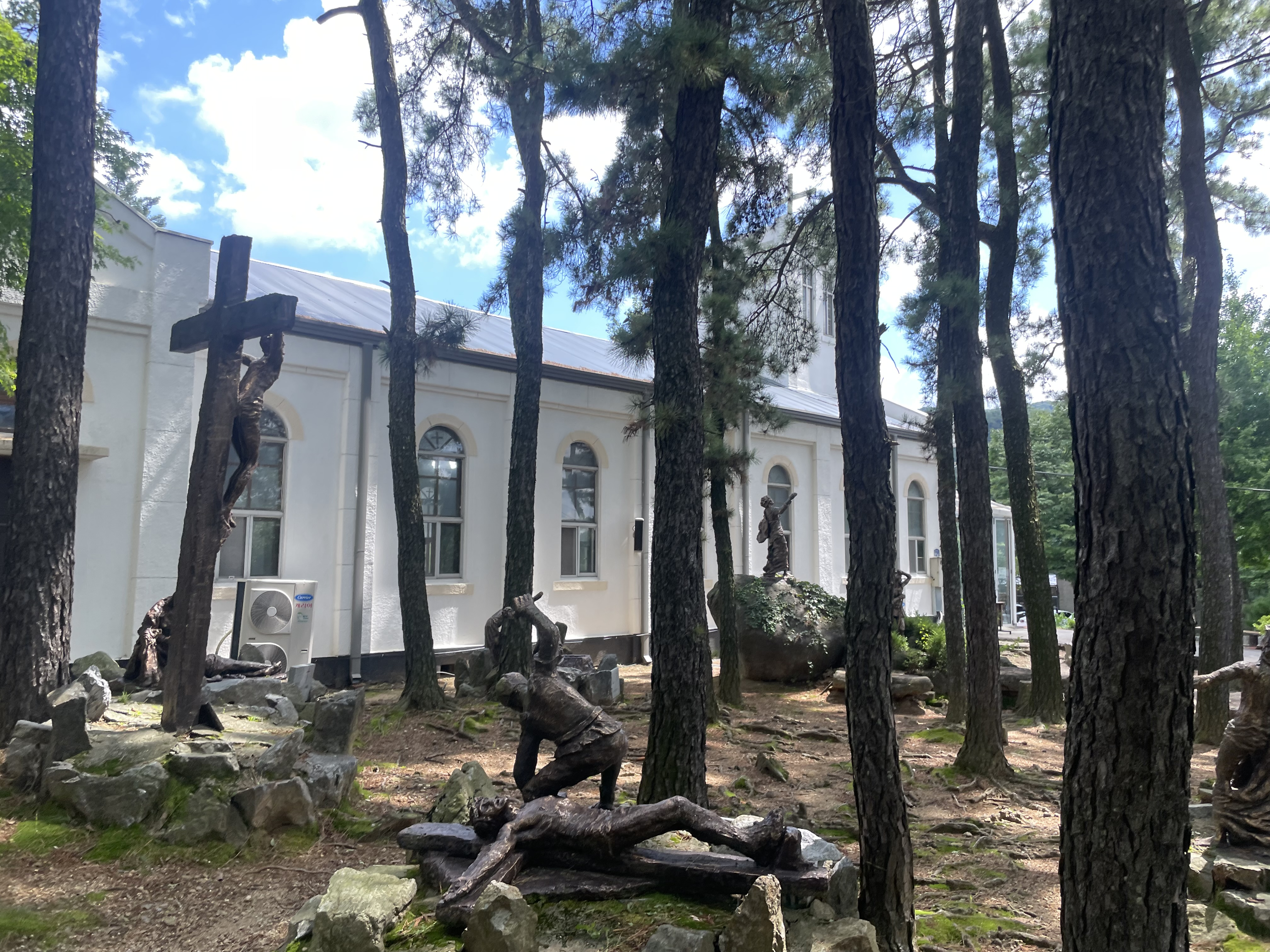